# Pile à combustible à membrane échangeuse d'anions
Une pile à combustible à membrane échangeuse d'anions (anion-exchange membrane fuel cell, AEMFC) est une architecture de piles à combustible qui utilise une membrane échangeuse d'anions pour séparer les compartiments d'anode et de cathode. Ces piles utilisent la diffusion d'anions basiques, généralement l'hydroxyde OH−, entre les électrodes. Les premières piles à combustible alcalines utilisaient l'hydroxyde de potassium KOH comme électrolyte ; les piles à combustible à membrane échangeuse d'anions utilisent au contraire une membrane en polymère électrolytique qui permet le transport des anions hydroxyde.

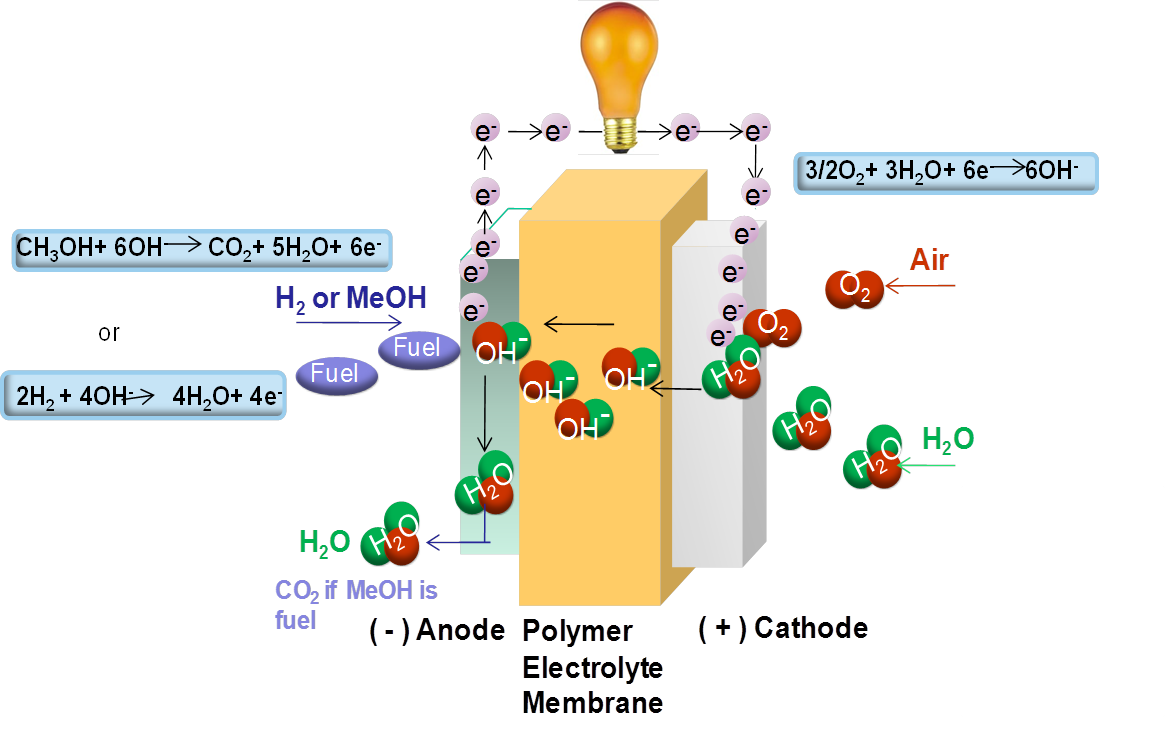
Principe d'une pile à combustible à membrane échangeuse d'anions.

## Principe
Dans une pile à combustible à membrane échangeuse d'anions, le combustible — hydrogène H2 ou méthanol CH3OH — est fourni à l'anode, l'eau H2O est consommée à la cathode et produite à l'anode, et l'oxygène O2 est apporté par l'air à la cathode. Le combustible est oxydé à l'anode tandis que l'oxygène est réduit à la cathode en produisant des anions hydroxyde OH− qui diffusent à travers l'électrolyte jusqu'à l'anode, où ils se combinent au combustible pour donner de l'eau et des électrons, ces derniers générant le courant électrique de la pile à combustible. Les réactions électrochimiques de ces piles peuvent être résumées ainsi selon les combustibles utilisés :
- Avec l'hydrogène :

| À l'anode :    | 2 H2 + 4 OH−      | ⟶ 4 H2O + 4 e− ; |
| À la cathode : | O2 + 2 H2O + 4 e− | ⟶ 4 OH−.         |
- Avec le méthanol :

| À l'anode :    | CH3OH + 6 OH−         | ⟶ CO2 + 5 H2O + 6 e− ; |
| À la cathode : | 3⁄2 O2 + 3 H2O + 6 e− | ⟶ 6 OH−.               |

## Propriétés mécaniques

### Mesure des propriétés mécaniques
Les propriétés mécaniques des membranes échangeuses d'anions sont bien adaptées aux technologies électrochimiques de l'énergie, comme les membranes en polymères électrolytiques pour piles à combustible. Parmi ces propriétés, interviennent notamment le module d'élasticité, la résistance à la traction et la ductilité. Les essais de traction traditionnels utilisés pour mesurer ces propriétés sont très sensibles à la procédure expérimentale car les propriétés mécaniques des polymères dépendent fortement de l'environnement, comme la présence d'eau, de solvants organiques et d'oxygène, ainsi que de la température,. L'élévation de la température abaisse généralement le module d'élasticité et la résistance à la traction mais augmente la ductilité, à microstructure constante. À proximité de la température de transition vitreuse se produisent des modifications très importantes des propriétés mécaniques. L'analyse mécanique dynamique (DMA) est une technique de caractérisation complémentaire largement utilisée pour mesurer les propriétés mécaniques des polymères, y compris le module de relaxation en fonction de la température.

### Optimisation des propriétés mécaniques

Unité oxyde de 2,6-diméthyl-1,4-phénylène (PPO).

Une méthode d'amélioration des propriétés mécaniques des polymères utilisés pour les membranes échangeuses d'anions (AEM) consiste à remplacer les groupes échangeurs d'anions et les amines tertiaires conventionnels par des groupes quaternaires greffés. L'usage de tels ionomères se traduit par un module de Young, un module de relaxation, une résistance à la traction et une ductilité plus élevés. Remplacer le contre-ion hydroxyde OH− par des anions bicarbonate HCO3−, carbonate CO32− ou chlorure Cl− améliore encore la résistance et le module d'élasticité des membranes. L'hydratation des membranes, liée au type d'anion, joue un rôle majeur pour les propriétés mécaniques. On a ainsi produit une série de dérivés de poly(oxyde de 2,6-diméthyl-1,4-phénylène) (PPO) robustes et réticulés par réaction thiol-ène (en) avec des cations imidazolium chimiquement stables par quaternisation d'imidazole substitué en C1, C2 et C4. Ce type de membrane échangeuse d'anions s'est révélé former des films de polymère ayant une résistance plus élevée à la traction en raison d'un plus grand enchevêtrement des chaînes de polymères qui favorisent l'hydratation du matériau ; ce dernier point souligne la corrélation entre résistance et hydratation des films de polymères.

## Comparaison avec les piles à combustible alcalines traditionnelles
La pile à combustible alcaline utilisée par la NASA dans les années 1960 pour le programme Apollo et la navette spatiale a généré de l'électricité avec une efficacité de près de 70 % en utilisant une solution aqueuse d'hydroxyde de potassium KOH comme électrolyte. Dans cette situation, le dioxyde de carbone CO2 entrant par le flux d'air oxydant et généré comme sous-produit de l'oxydation du méthanol CH3OH — si le méthanol est le carburant — réagit avec l'électrolyte KOH pour former des anions carbonate / bicarbonate CO32− / HCO3−. La conséquence est que du carbonate de potassium/bicarbonate de potassium K2CO3/KHCO3 précipitent sur les électrodes. Il est cependant possible d'atténuer ce phénomène par l'élimination des contre-ions cationiques de l'électrode, la formation de carbonate s'est avérée être entièrement réversible. On a pu développer des systèmes à CO2 bon marché en utilisant l'air comme source d'oxydant.
Dans la pile à combustible à membrane échangeuse d'anions, le KOH aqueux est remplacé par une membrane de polymère électrolytique solide pouvant conduire les ions hydroxyde OH−. Cette architecture de piles à combustible permet de résoudre les problèmes de fuite d'électrolyte puisque ce dernier est solide, et de précipitation de carbonates puisqu'on n'a plus de contre-ion cationique, le tout en continuant de bénéficier des avantages d'une pile à combustible alcaline. Le CO2 réagit avec l'eau pour forme de l'acide carbonique H2CO3 qui se dissocie ensuite en HCO3− et CO32−. Le rapport de concentrations [ CO32− ] / [ HCO3− ] à l'équilibre est inférieur à 0,07 %, et ces espèces ne précipitent pas sur les électrodes en l'absence de cations tels que K+ ou Na+. Il est cependant difficile d'arriver à une absence totale de cations car la plupart des membranes sont conditionnées sous forme hydroxyde ou bicarbonate fonctionnelle à partir de leur forme halogénée initiale chimiquement stable, et des cations peuvent s'adsorber de manière compétitive sur les sites actifs et générer une double couche électrique (couches de Helmholtz) ayant un impact significatif sur les performances de la pile à combustible.
La grande majorité des membranes/ionomères développés à ce stade sont entièrement à base d'hydrocarbures, ce qui facilite le recyclage du catalyseur et limite la diffusion transmembranaire du combustible (fuel crossover). Le méthanol a l'avantage de faciliter le stockage et le transport et a une densité d'énergie volumique plus élevée que l'hydrogène. De plus, le passage du méthanol de l'anode à la cathode est réduit dans les piles à combustible à membrane échangeuse d'anions par rapport aux piles à combustible à membrane échangeuse de protons car les ions vont dans le sens opposé dans la membrane, de la cathode vers l'anode. Il est également possible d'utiliser des alcools plus lourds que le méthanol car le potentiel d'anode des piles à combustible à membrane échangeuse d'anions est suffisant pour oxyder les liaisons carbone–carbone de l'éthanol CH3CH2OH et du propanol CH3CH2CH2OH, par exemple.

### Difficultés
La principale difficulté dans le développement de ce type de piles à combustible est la membrane échangeuse d'anions (AEM). Ces membranes sont constituées d'une ossature en polymère portant des groupes cationiques échangeurs d'ions qui facilitent la mobilité des anions hydroxyde OH−, de manière symétrique au Nafion utilisé pour les membranes échangeuses de protons, dans lequel des groupes anioniques sont liés au polymère pour faciliter la mobilité des protons H+. Les membranes échangeuses d'anions doivent présenter une conductivité suffisante pour les ions OH− ainsi qu'une bonne stabilité mécanique sans détérioration chimique à des pH et des températures élevés. Les principaux modes de dégradation de ces membranes sont l'élimination d'Hofmann en présence d'hydrogène β et l'attaque nucléophile directe par les ions OH− sur les sites cationiques. Supprimer les hydrogènes β est un moyen de protéger les membranes de l'élimination d'Hofmann au niveau des sites cationiques. 
Une autre difficulté consiste à obtenir une conductivité ionique pour les ions OH− dans les membranes échangeuses anions qui soit comparable à celle des ions H+ observée dans les membranes échangeuses de protons. Le coefficient de diffusion des ions OH− étant moitié moindre que celui des ions H+ dans l'eau, il est nécessaire d'augmenter la concentration en ions OH− pour obtenir des valeurs semblables, qui implique que le polymère ait une capacité d'échange d'ions également plus élevée, le souci étant qu'une capacité d'échange ionique accrue conduit à un gonflement du polymère lors de son hydratation, ce qui dégrade ses propriétés mécaniques.
Enfin, la gestion des quantités d'eau à la fois dans la membrane échangeuse d'anions et au niveau des deux électrodes — car de l'eau est consommée à la cathode et produite à l'anode — pose également des problèmes spécifiques qui imposent de veiller à un équilibre minutieux de l'humidité des gaz d'alimentation afin d'assurer des performances optimales aux piles à combustible.